# Kubrat Pulev
Kubrat Pulev, född 4 maj 1981 i Sofia, Bulgarien, är en bulgarisk professionell tungviktsboxare.
Pulev växte upp med sin familj i Sofia. Fader Venko var själv bulgarisk mästare i boxning. Pulevs bror Tervel är boxare och tog brons i tungvikt vid Olympiska spelen i London 2012. Kubrat började boxas som 13-åring, som 17-åring debuterade han för det bulgariska landslaget. Totalt gick han över tre hundra amatörmatcher. Han gjorde sin professionella debut 2009.
Som proffsboxare var Pulev gått obesegrad i sina 20 första matcher. Hans mest omtalade segrar är knockout-vinsten mot Alexander Ustinov och poängsegern över Tony Thompson. Den 15 november 2014 mötte Pulev IBF/IBO/WBA/WBO-världsmästaren Vladimir Klitsjko i en titelmatch. Pulev tog räkning två gånger i första ronden, en gång i tredje och blev slutligen utslagen i femte ronden.